# Wong Choong Hann
Wong Choong Hann (Kuala Lumpur, 17 februari 1977) is een Maleisisch badmintonner.
Wong won bij de Wereldkampioenschappen badminton in 2003 de zilveren medaille bij het herenenkelspel, waarbij hij in de finale was verslagen door Xia Xuanze. Bij de Gemenebestspelen won hij met het Maleisisch team goud in 1998 en 2006. In het enkelspel won hij daarnaast nog enkele kleinere internationale toernooien, zoals tweemaal de Dutch Open en met het land behaalde hij tweemaal de tweede plaats bij de Thomas Cup.

## Medailles op Olympische Spelen en wereldkampioenschappen
| WK   | Onderdeel        | Resultaat |
| ---- | ---------------- | --------- |
| 2003 | Mannen enkelspel | Zilver    |